# Foster (Mondkrater)
Foster ist ein kleiner Einschlagkrater auf der Mondrückseite. Der Krater liegt im Südosten des größeren Kraters Joule. Ein kleinerer Einschlagkrater befindet sich nahe des nördlichen Kraterrandes auf dem sonst recht ebenen Kraterboden.
Foster hat vier Nebenkrater:
| Buchstabe | Position            | Durchmesser | Link |
| --------- | ------------------- | ----------- | ---- |
| H         | 20,98° N, 140,55° W | 31 km       |      |
| L         | 23,02° N, 139,58° W | 27 km       |      |
| P         | 20,15° N, 143,53° W | 35 km       |      |
| S         | 22,69° N, 143,75° W | 46 km       |      |

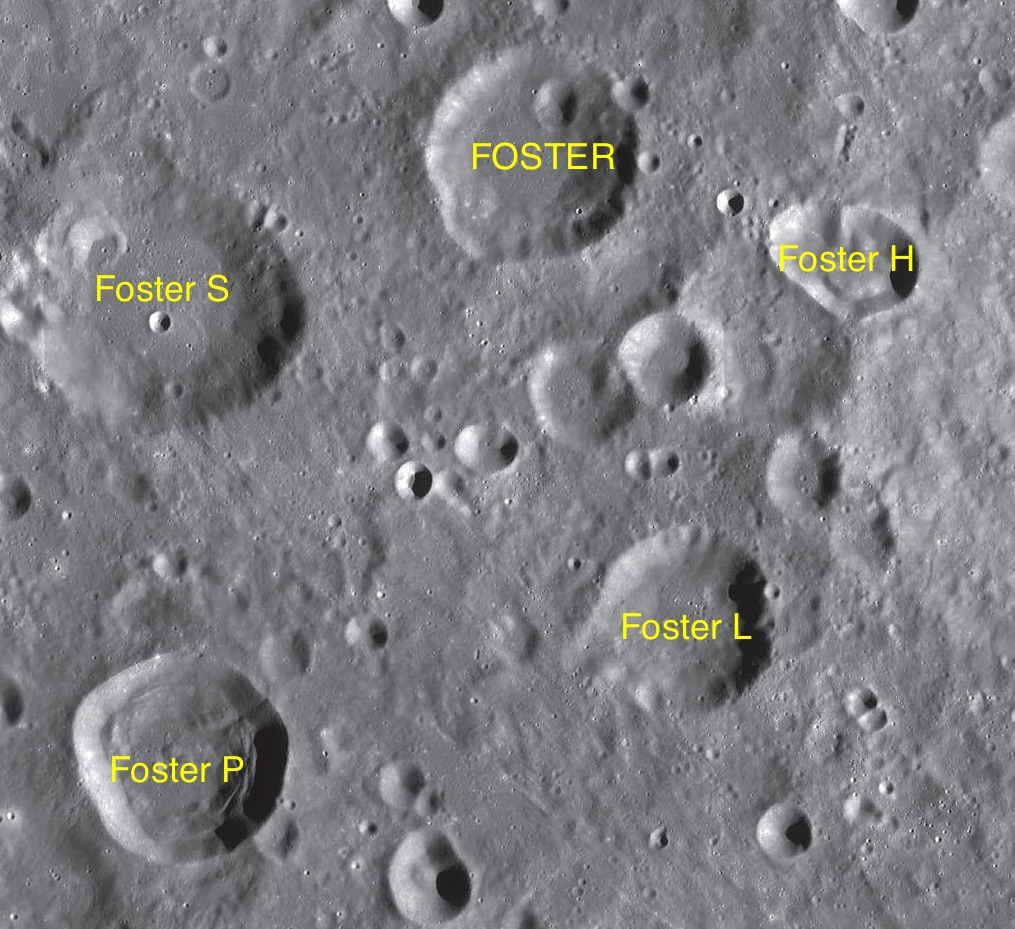
Foster mit seinen Nebenkratern

Der Krater wurde 1970 von der IAU offiziell nach dem kanadischen Physiker John S. Foster senior benannt.